# Collse Watermolen
De Collse watermolen, een dubbele onderslagmolen, is een gecombineerde koren- en oliemolen aan de Kleine Dommel. De korenmolen heeft 2 koppel maalstenen en de oliemolen alleen een voorslagwerk.
De molen ligt in het oosten van het Eindhovense stadsdeel Tongelre, in de wijk Urkhoven, in het gehucht 't Coll, vrijwel op de gemeentegrens met Nuenen nabij Eeneind.
Het is een rijksmonument.
Voor het goed werken van de molen moet het water opgestuwd worden. Het waterpeil wordt het gehele jaar gehouden op het zomerpeil zijnde 15,76 m. Vroeger werd naast het zomerpeil ook een winterpeil van 16,16 m aangehouden.
Zuidelijk van de molen ligt langs de Kleine Dommel een natuurgebied, het moeraslandschap "De Zeggen", ook bekend als de "Urkhovense Zeggen" of de "Collse Zeggen".
De molen is op zaterdagochtend open en vaak ook in bedrijf.
Vrijwillige molenaars beoefenen er het ambacht voor toeristische en educatieve doeleinden. Er worden ook molenaars opgeleid.
Zij worden hierbij gesteund door de 'Werkgroep Vrienden van de Collse Watermolen'.
De molen is, samen met die van Kilsdonk, een van de twee werkende watergedreven oliemolens in Noord-Brabant.

## Historie
De ouderdom van de molen valt niet precies te bepalen, maar rond het monument zijn aardewerk scherven aangetroffen uit de periode 1200-1250.
Het oudst bekende document waarin de molen wordt genoemd dateert uit 1337.
Bekend is dat deze molen in de 14e eeuw een bezitting was van de hertog van Brabant die hem in leen gaf aan Rudolfus Rover van Hoescoet.
Deze verkocht de molen in 1337 aan de heer van Cuijk en Mierlo.
Tot de Franse tijd was het een banmolen, dat wil zeggen dat de molen in de streek een monopoliepositie had. De landbouwers uit de omgeving waren verplicht hun producten hier te laten malen. De molen werd in die tijd verpacht aan de molenaar; de pachtsom kon bestaan uit geld, goederen en molenaarsdiensten.
In 1680 is de molen helemaal afgebrand. Een jaar later werd de molen weer in gebruik gesteld.
Met de komst van industrialisatie in de tweede helft van de 19e eeuw werd de molen ingezet als industriemolen, onder andere voor het persen van oliezaden en het vervaardigen van sigarenkistjes.
Het dubbele waterrad bediende toen een graanmolen aan de Eindhovense en een oliemolen aan de Nuenense kant.

### Schilderij en Restauratie
De molen is ca. 1884 geschilderd door Vincent van Gogh (code F48a).
Hij toont de molen uit de richting van het nabijgelegen "Huis te Coll", eveneens een rijksmonument. Het schilderij is in 1966 geveild en kwam voor ƒ 95.000 in particulier bezit. Anno 2003 was het onderdeel van de collectie LeFrak in de Verenigde Staten. Het Noord-Brabants museum kocht het schilderij in november 2017 voor 3 miljoen euro via de veiling van Sotheby’s in Amerika.
De oliemolen, waarmee koolzaadolie werd geslagen, is ca. 1920 buiten gebruik geraakt en uiteindelijk verdwenen.
In 1960 heeft de gemeente Eindhoven de molen gekocht, maar niet het molenaarshuis aan de overzijde van de Collseweg.
De korenmolen raakte in die tijd ook in verval.
In 1975 kwam initiatief voor herstel.
Het schilderij van Van Gogh werd gebruikt als voorbeeld voor het herstel van de oliemolen.
In 2003 is de reconstructie en restauratie van de molen voltooid.
De molen wordt vanaf die tijd door de gemeente verhuurd aan de Stichting 'De Eindhovense Molens'.
Op zondag 24 augustus 2003 is de oliemolen officieel in gebruik genomen door de toenmalige burgemeester van Eindhoven, Rein Welschen.

## Korenmolen
De 2 koppels kunststenen maalstenen worden door een ijzeren waterrad en een gietijzeren as aangedreven met daaraan het aswiel. Het waterrad heeft een diameter van 6,56 m, is 1,25 m breed en heeft 32 ijzeren schoepen, die oorspronkelijk evenals het waterrad van hout zijn geweest. Het ene koppel heeft 17der (150 cm diameter) maalstenen en het andere 14der (120 cm diameter).

## Oliemolen
De oliemolen heeft een waterrad met een doorsnee van 5,64 m en is voorzien van houten schoepen. Het waterrad drijft een stalen as aan, waarop het aswiel vastzit. Het aswiel drijft het op de wentelas zittende wentelwiel aan. Om het aswiel zit een ijzeren band, waarop een eenvoudige vang de molen kan remmen en zo stil kan zetten. In het algemeen heeft een watermolen geen vang nodig, omdat op vrij eenvoudige wijze de watertoevoer afgesloten kan worden, waarna de molen stil komt te staan.
Aan het eind van de wentelas zit het kroonwiel dat het steenwiel met de kantstenen in beweging zet. Het doodbed met daarop de loper staat dus aan het eind. Halverwege de wentelas zitten de krukken, die de slaghei en de loshei omhoog trekken. Hieronder staat het voorslagblok, dat ongeveer 2,50 m lang is, 50 cm hoog en 50 cm breed. Tegenover het voorslagblok staat aan de zuidkant de vuister, waarop het meel verwarmd wordt.
Er wordt zowel warm als koud lijnolie geslagen.

## Nabijgelegen watermolens
Stroomopwaarts vindt men op de Kleine Dommel de Geldropse Watermolen en stroomafwaarts de Opwettense Watermolen.

## Fotogalerij

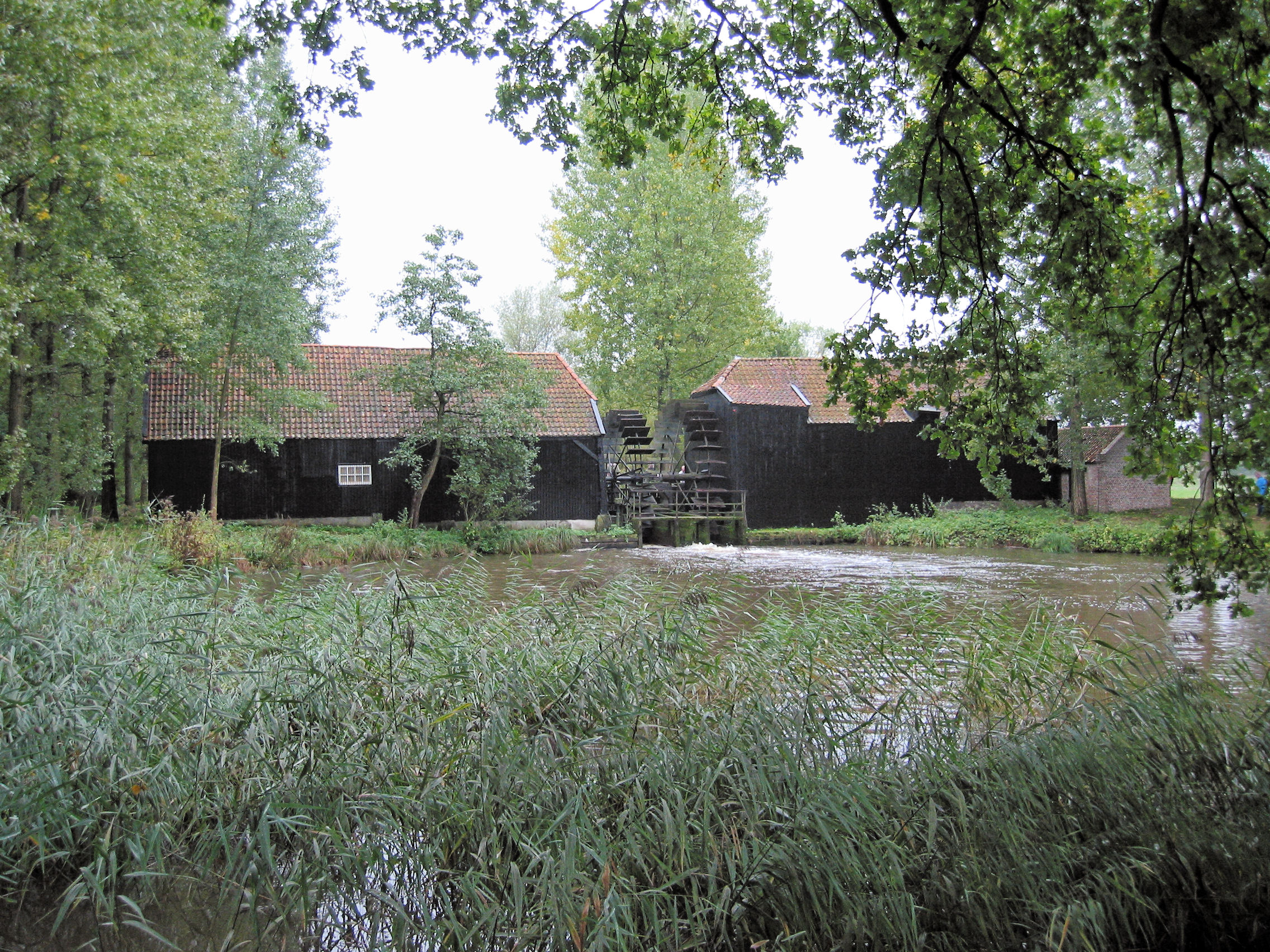
Noordkant Rechts: korenmolen; links: oliemolen
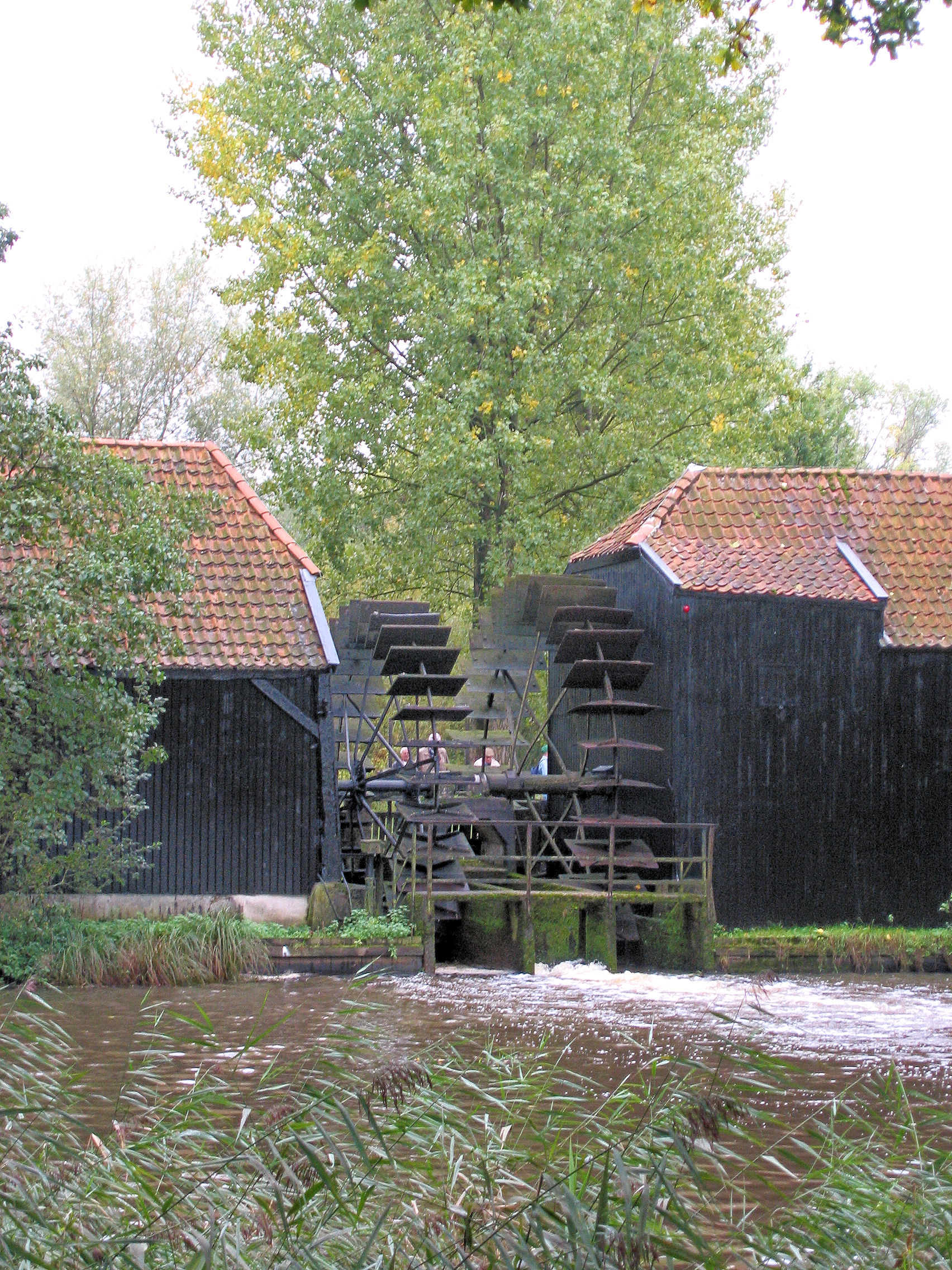
Noordkant Rechts: korenmolen; links: oliemolen
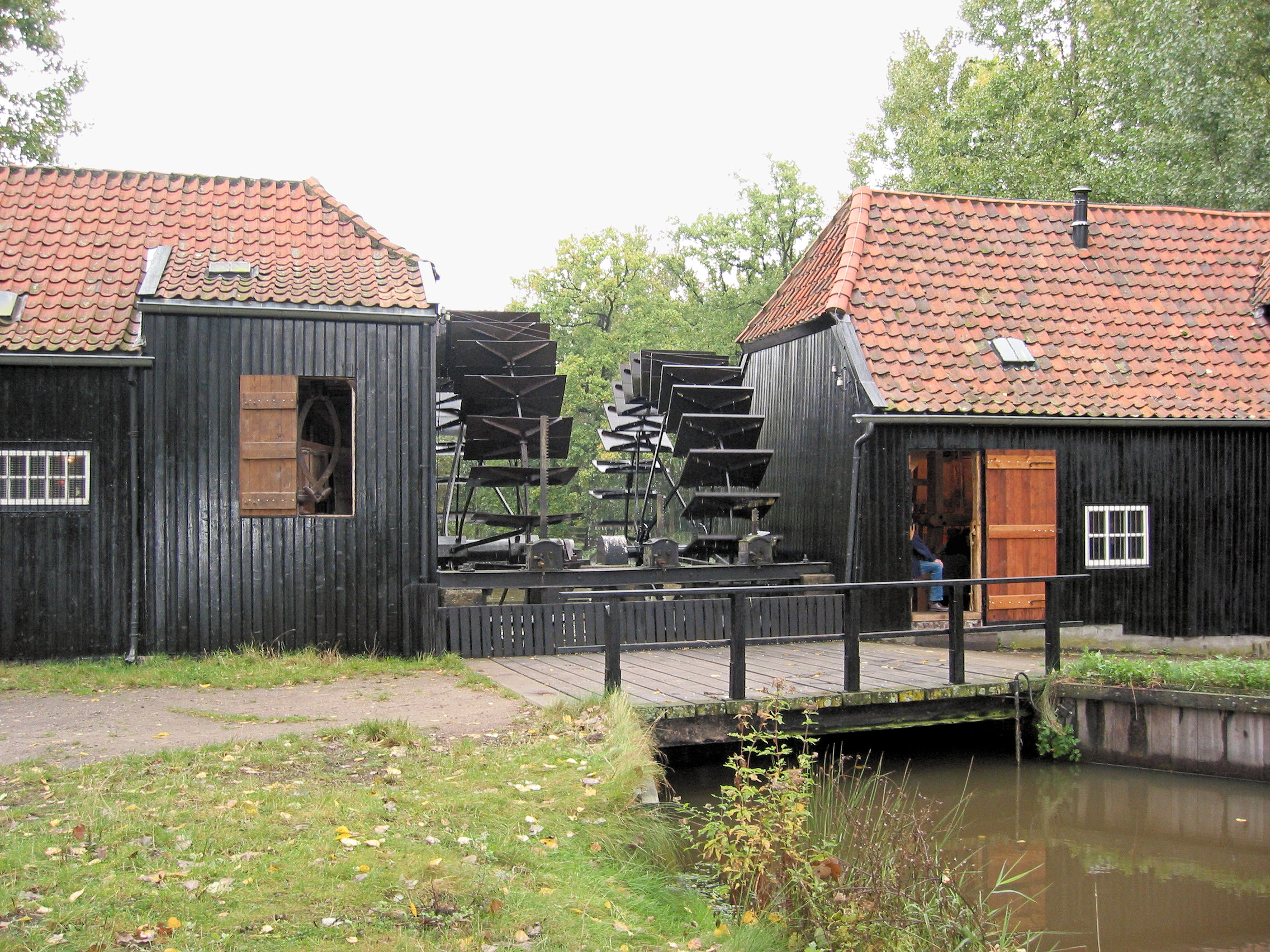
Zuidkant. Links: korenmolen; rechts: oliemolen
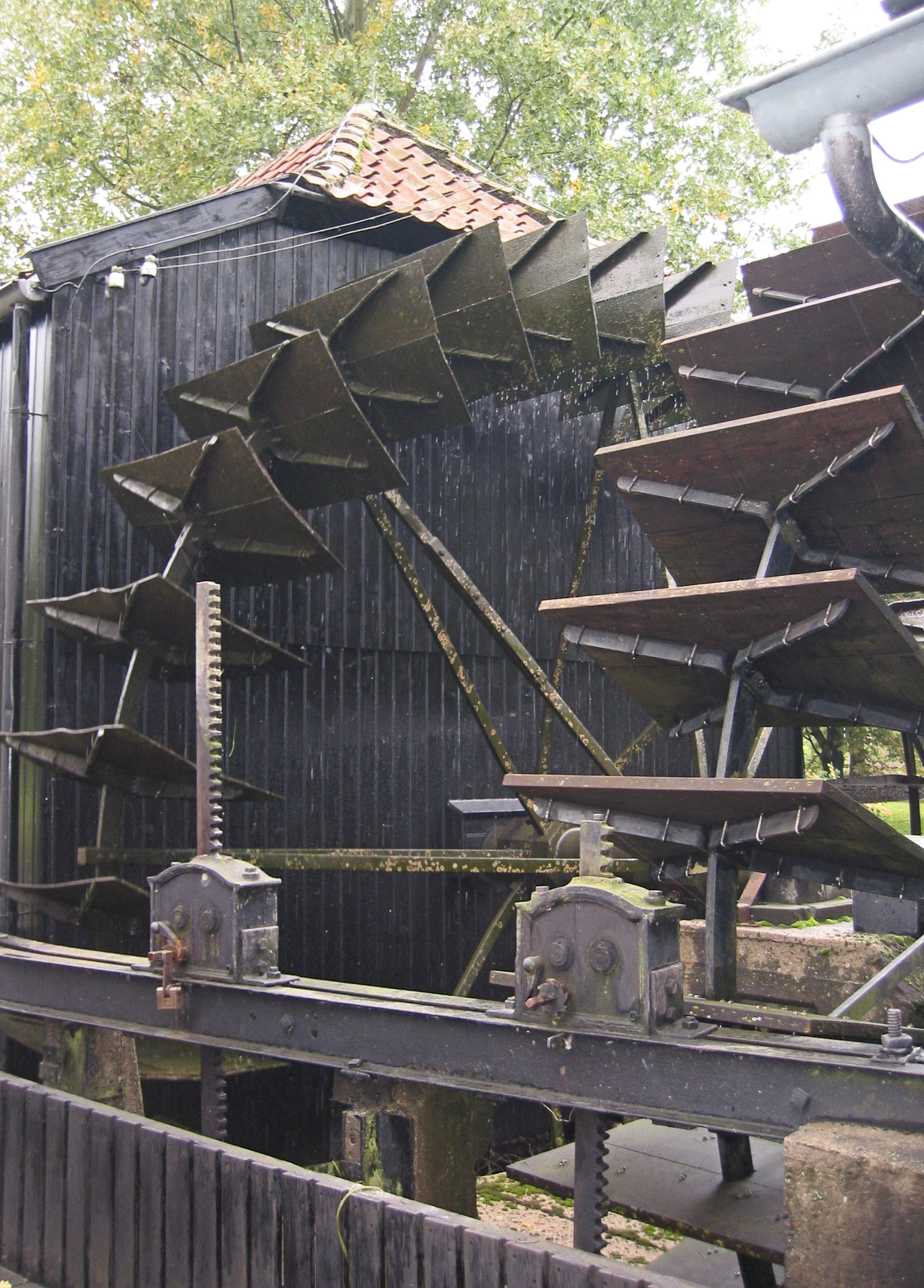
Raderen. Links: korenmolen; rechts: oliemolen
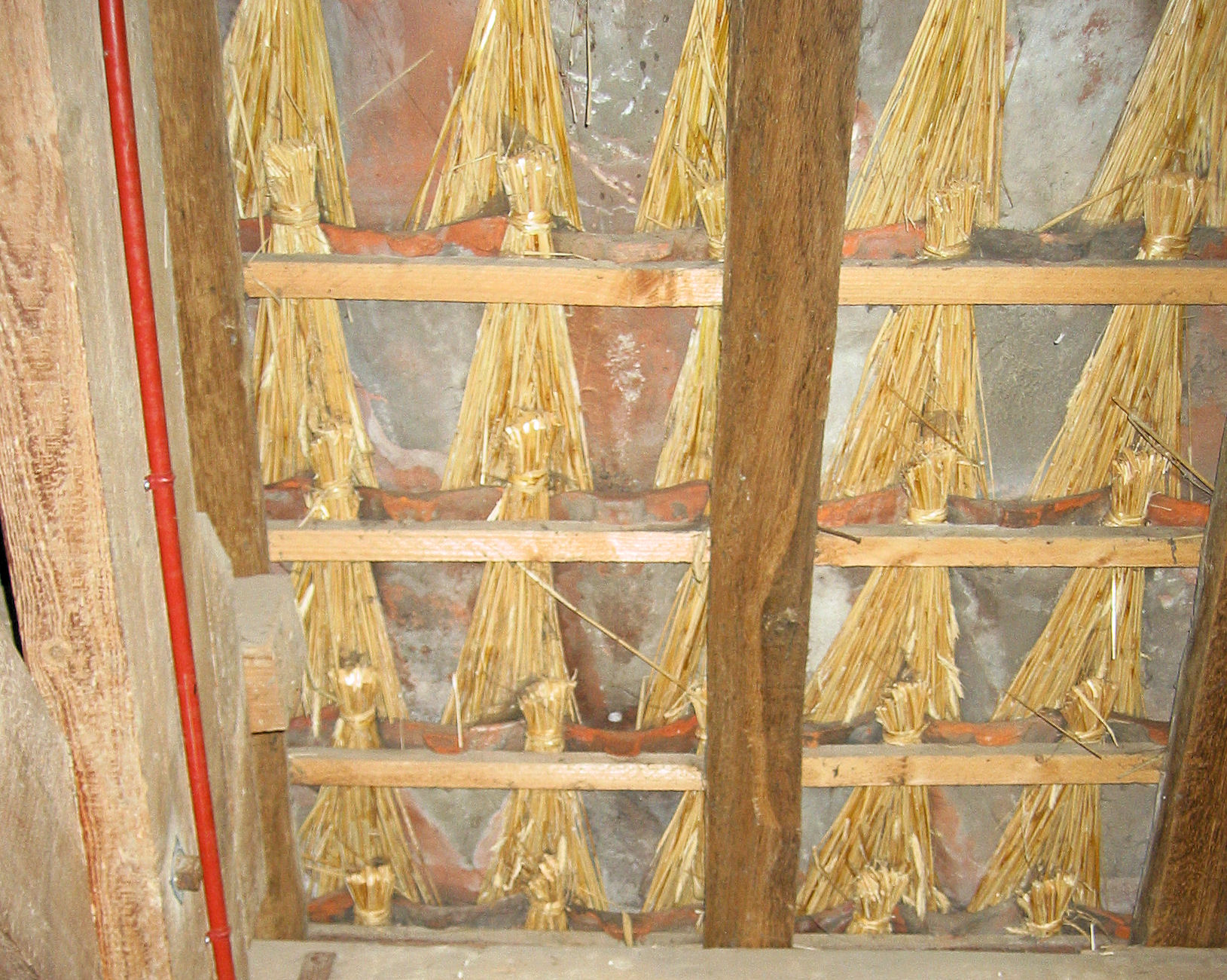
Dakpannen met strodokken

### Oliemolen

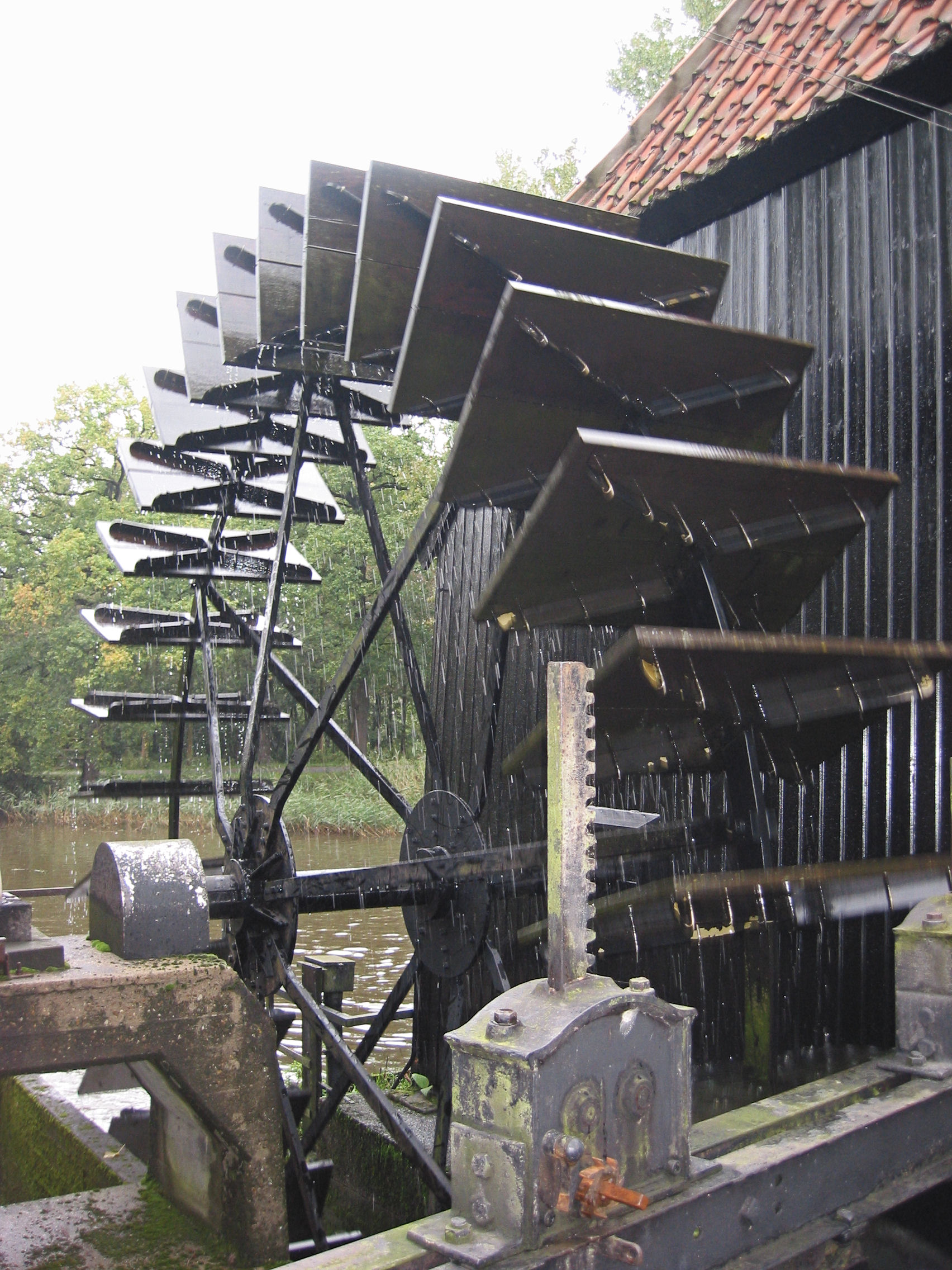
Rad oliemolen met houten schoepen
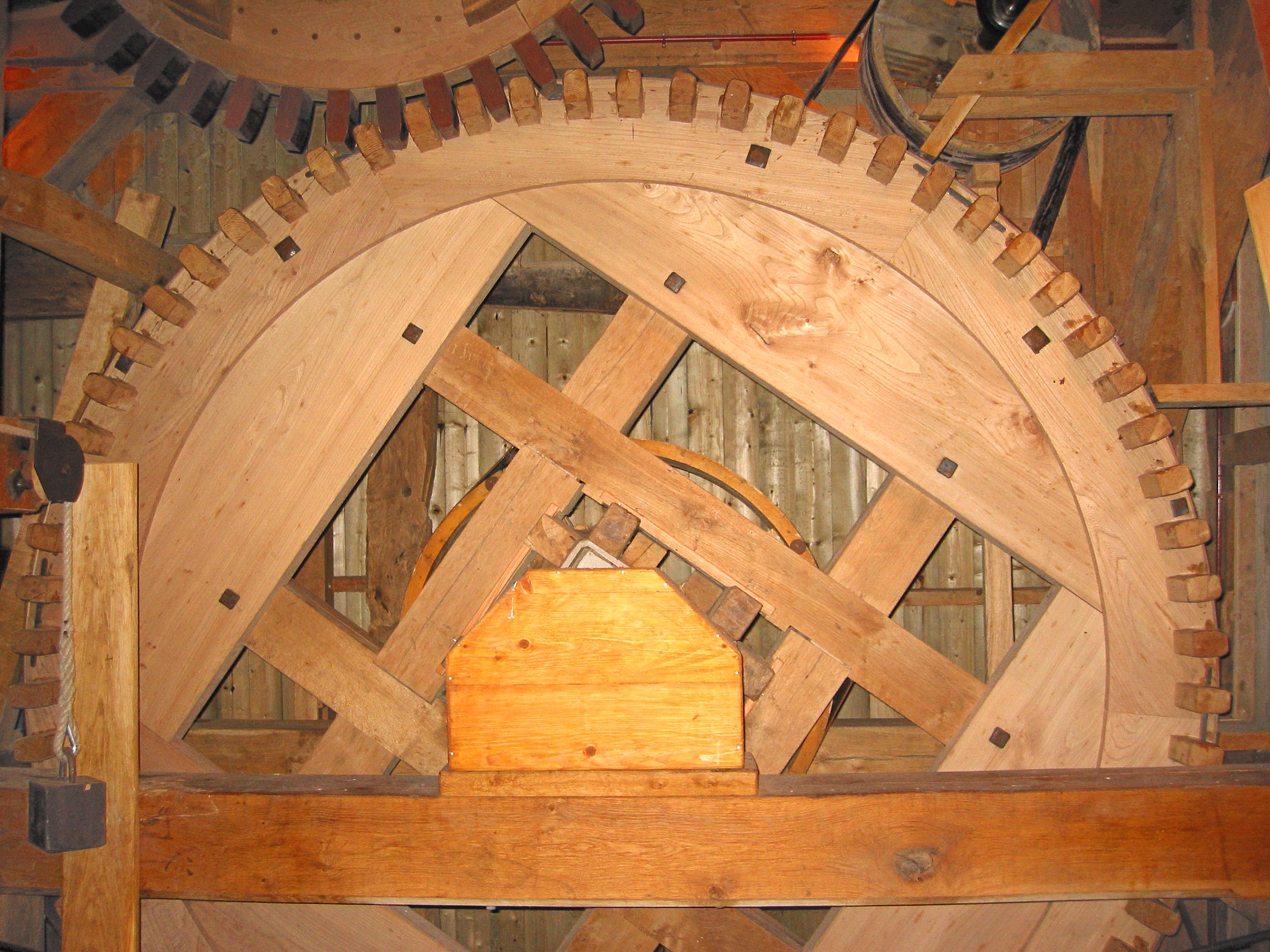
Door waterrad aangedreven aswiel
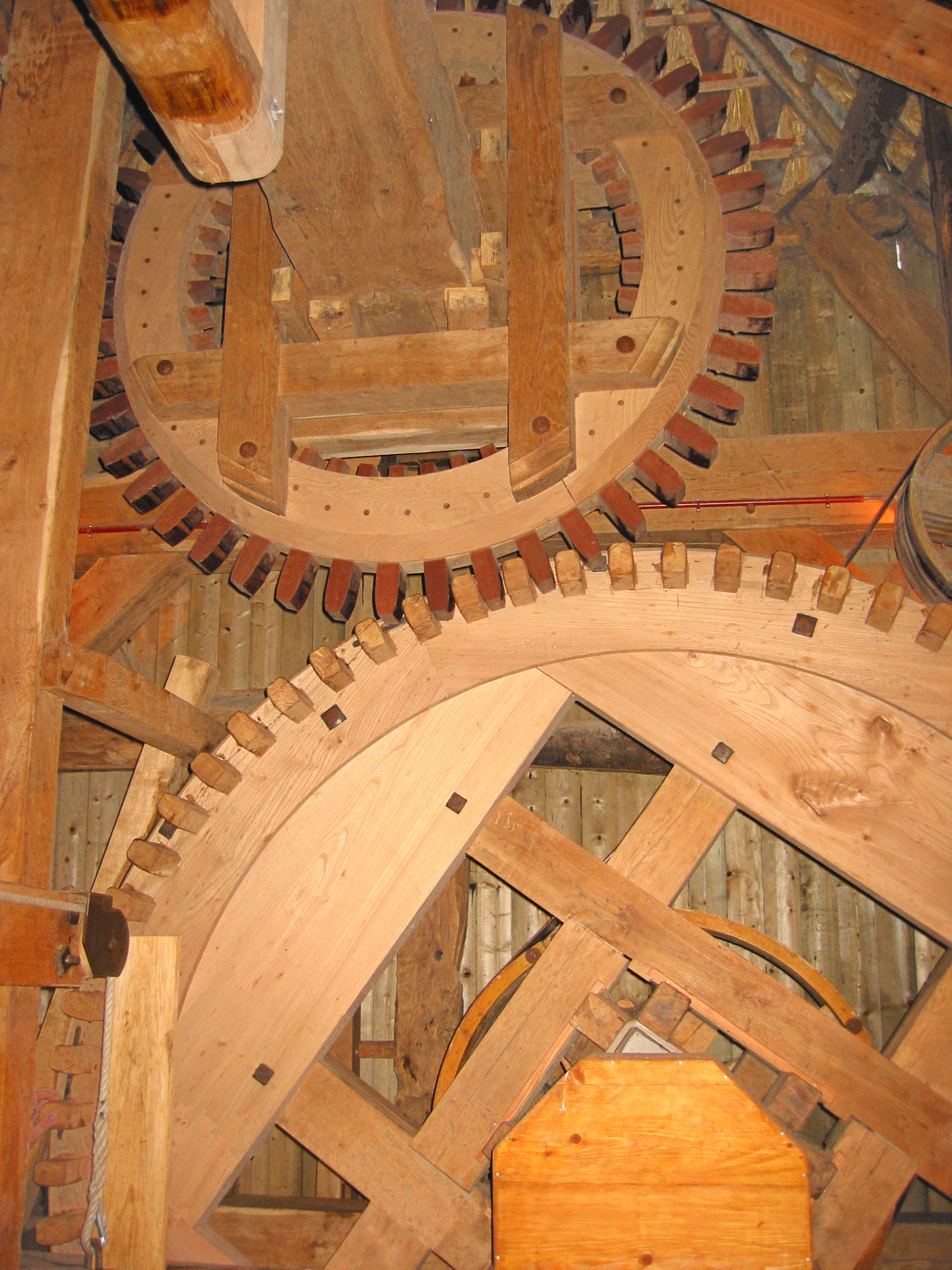
Door waterrad aangedreven aswiel met wentelwiel
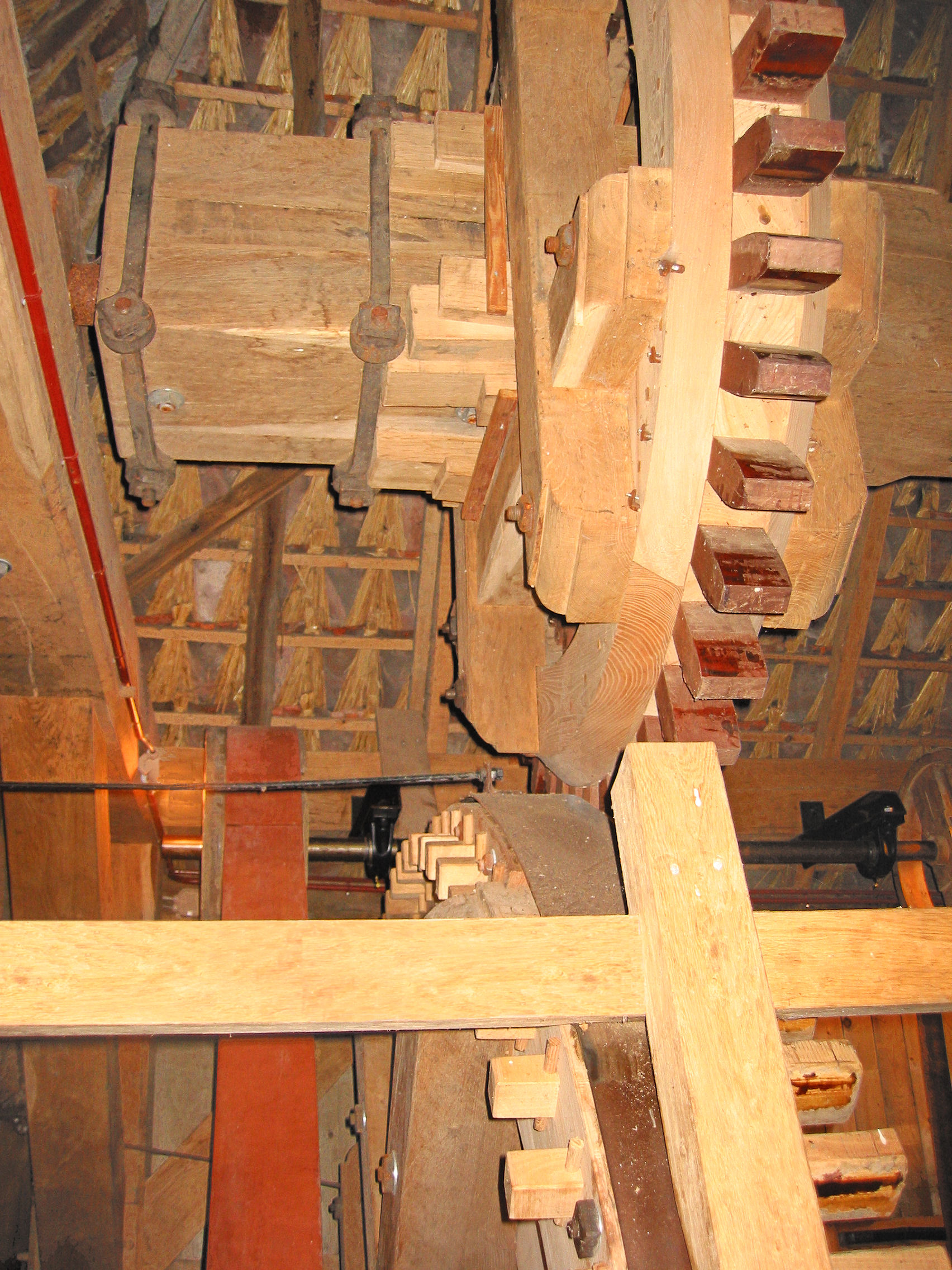
Door waterrad aangedreven aswiel met wentelwiel. Het wiel kan stilgezet worden met een eenvoudige vang
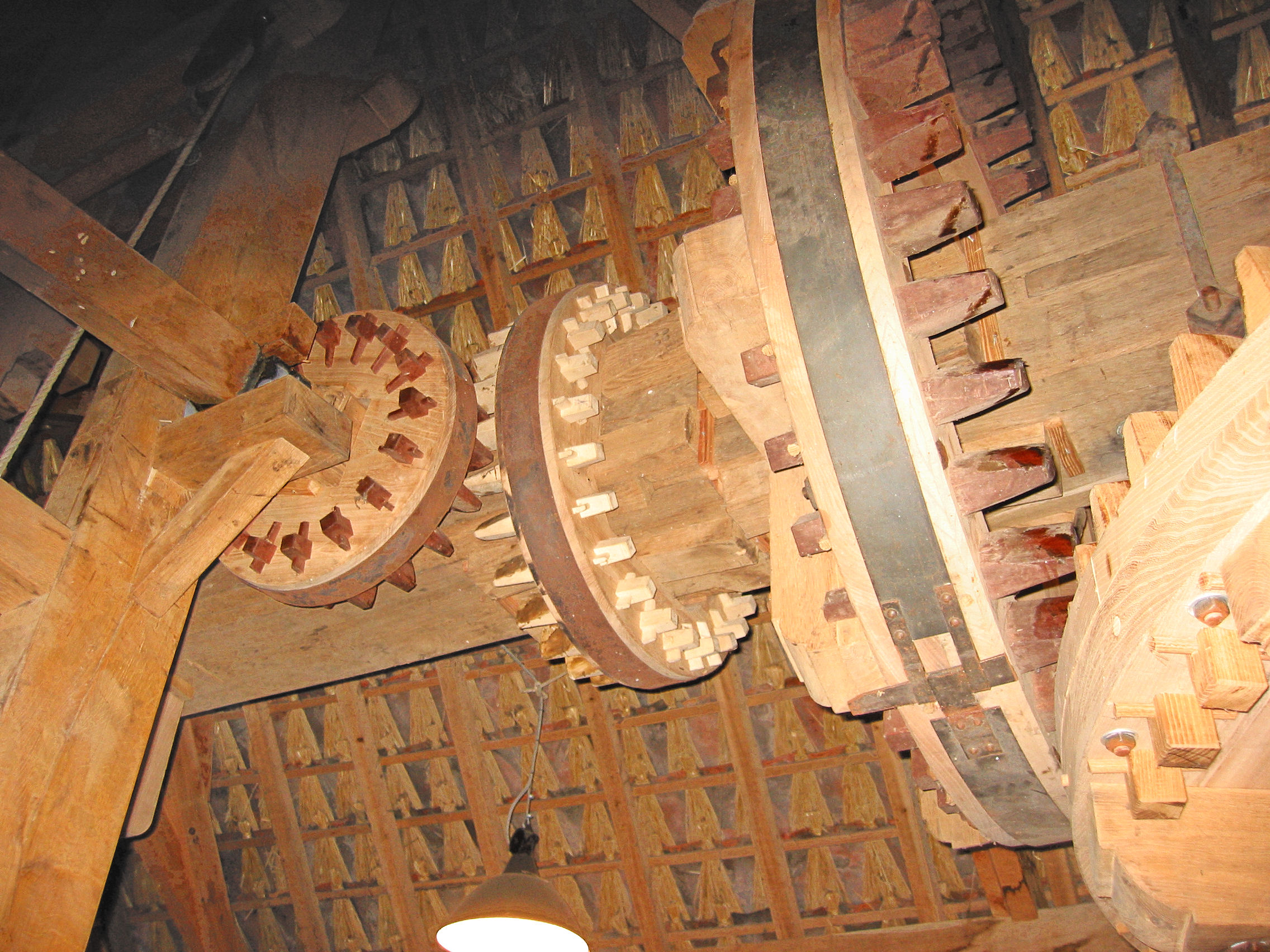
Wentelas met krans en overwerker voor de aandrijving van het roerwerk bij de vuister
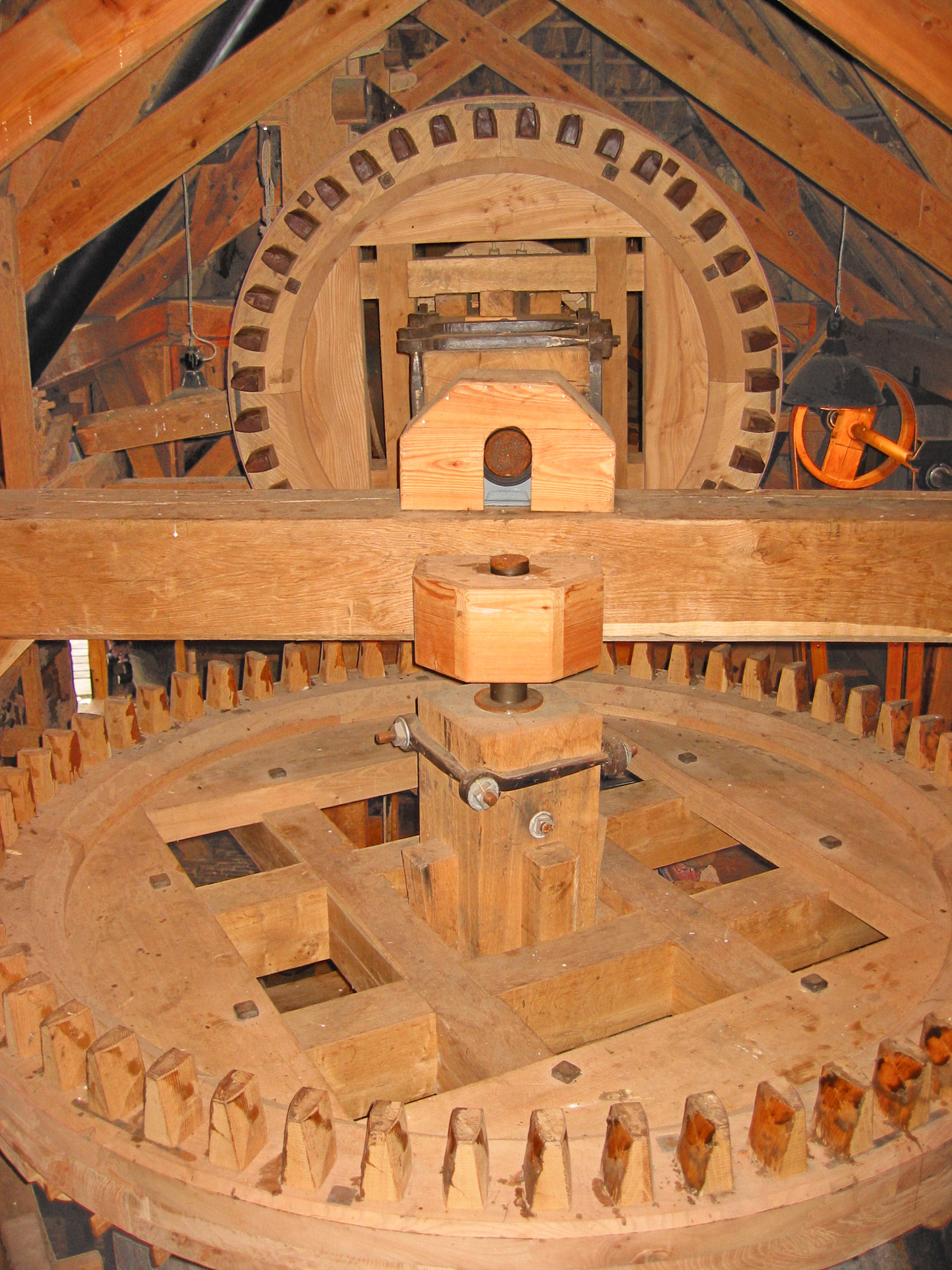
Steenwiel
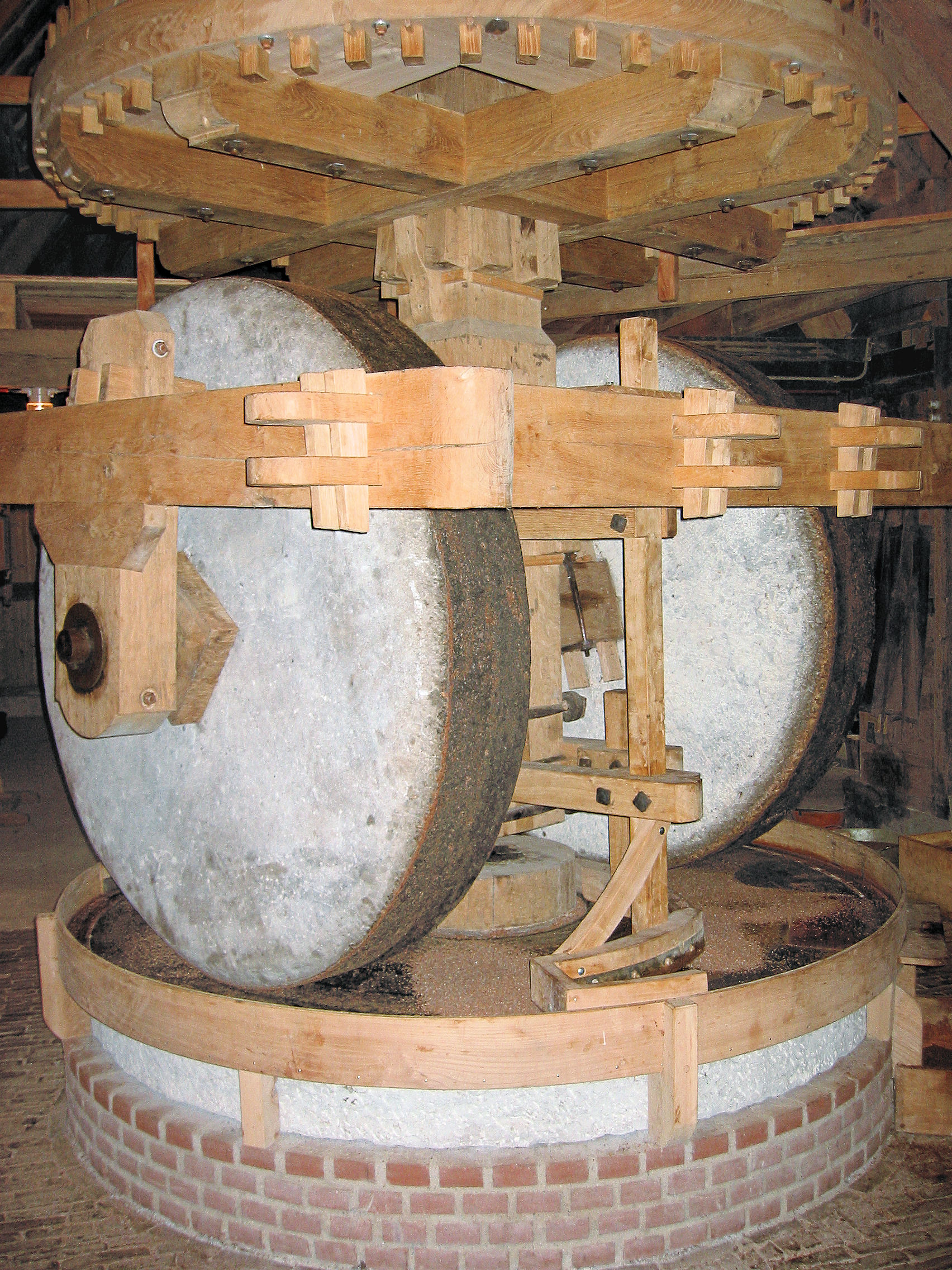
Doodbed met kantstenen en steenwiel
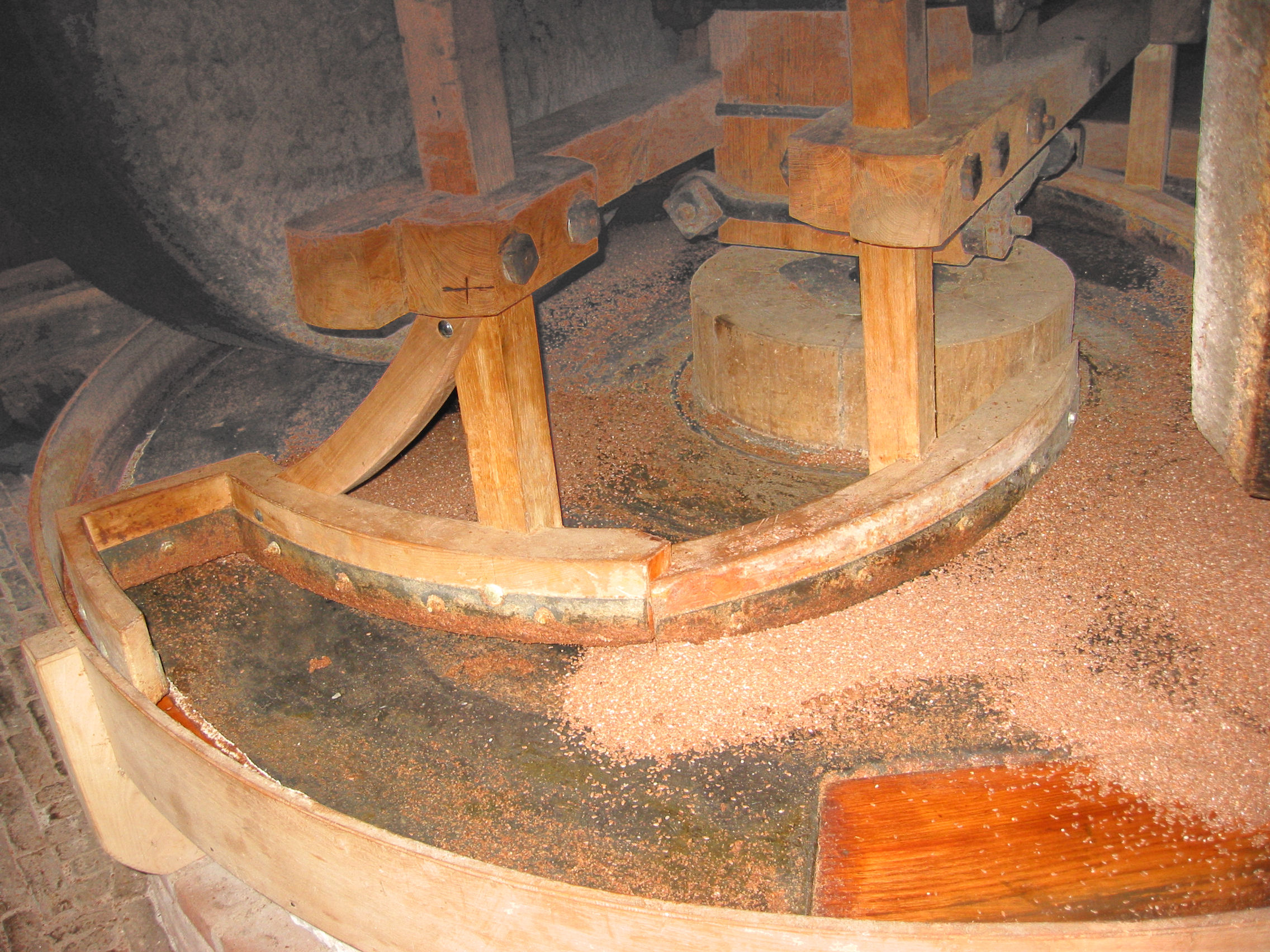
Doodbed met strijkers en afloopschuif
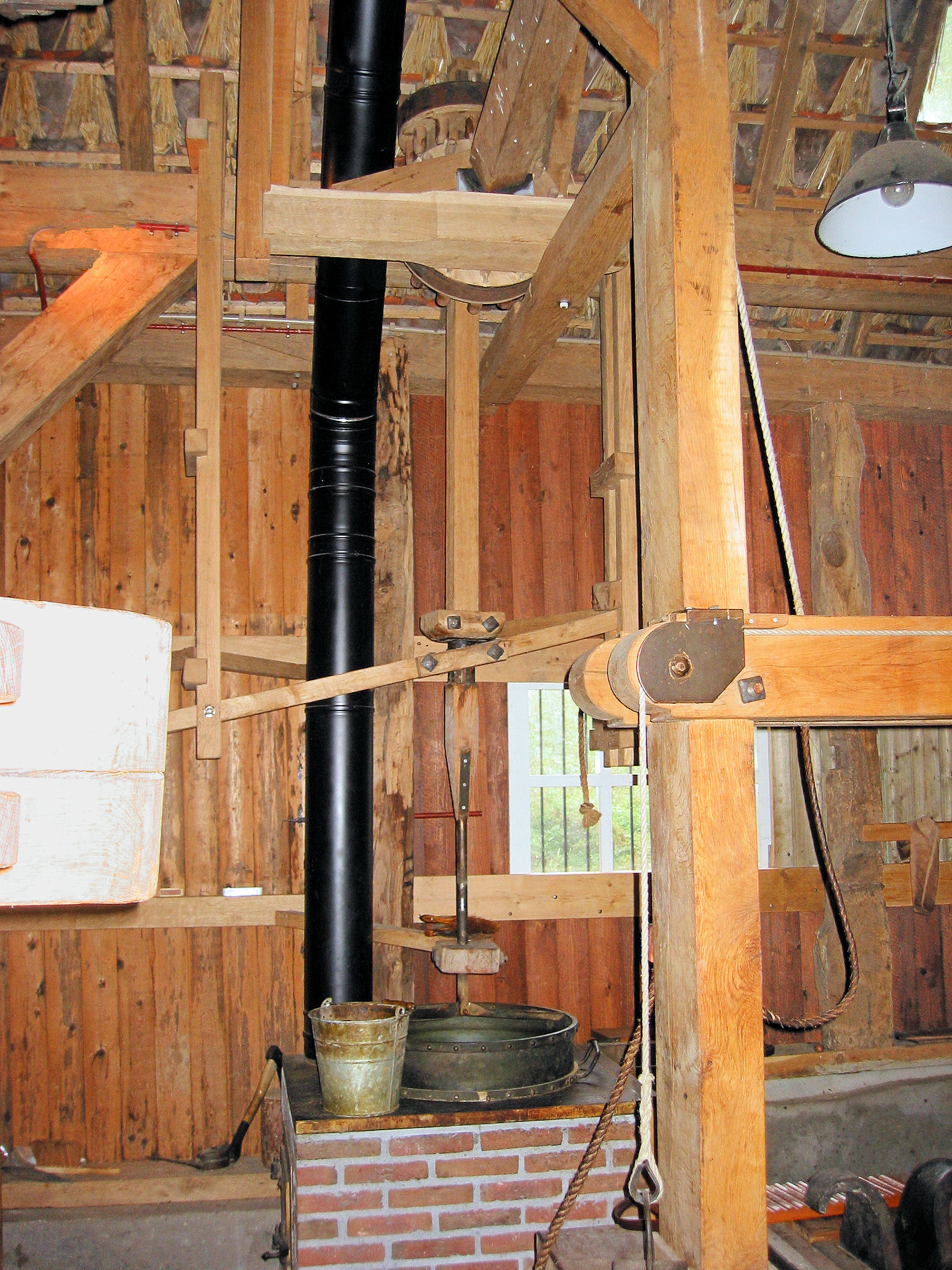
Vuister
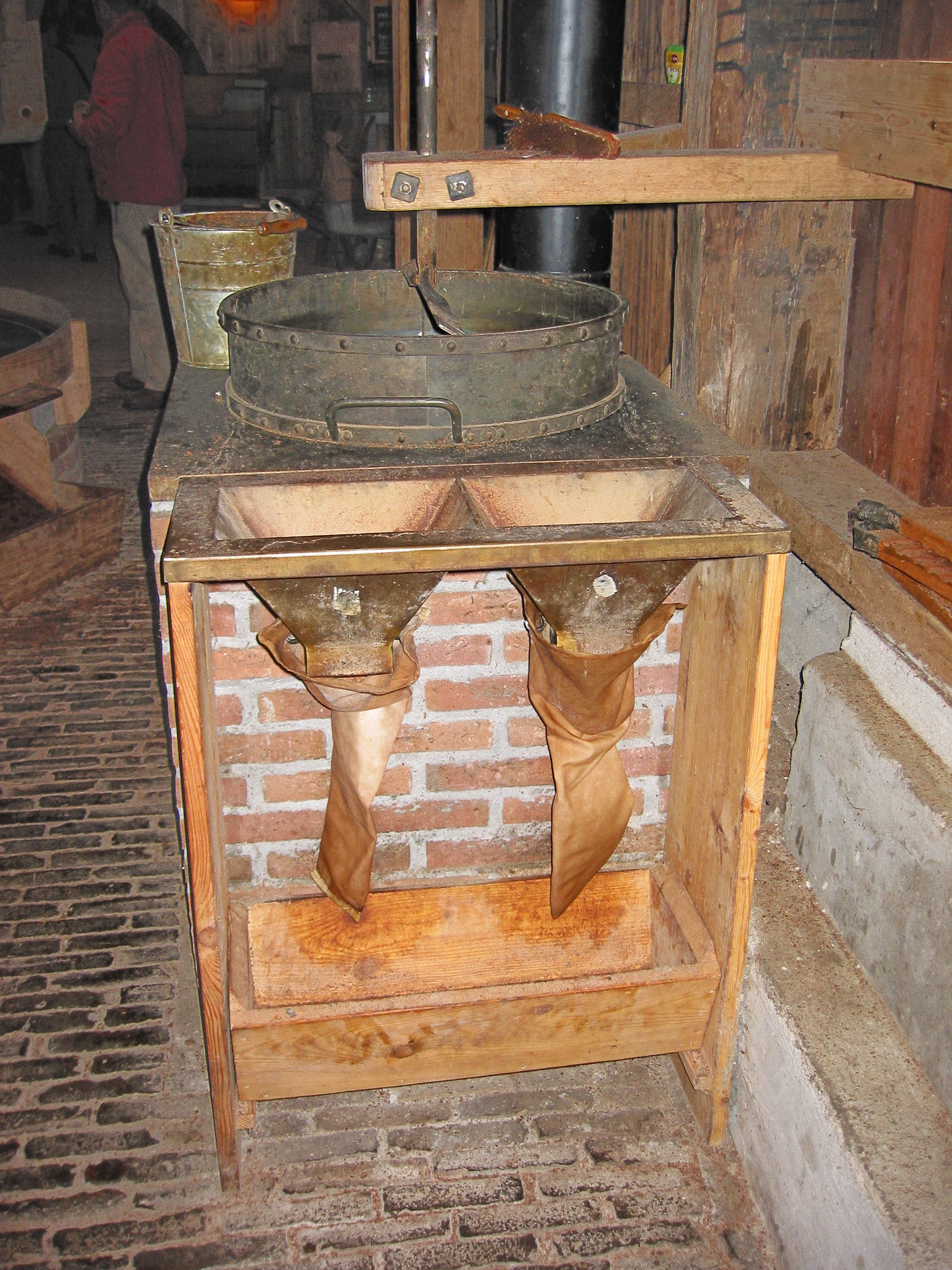
Vuister met kaartjes en bulen
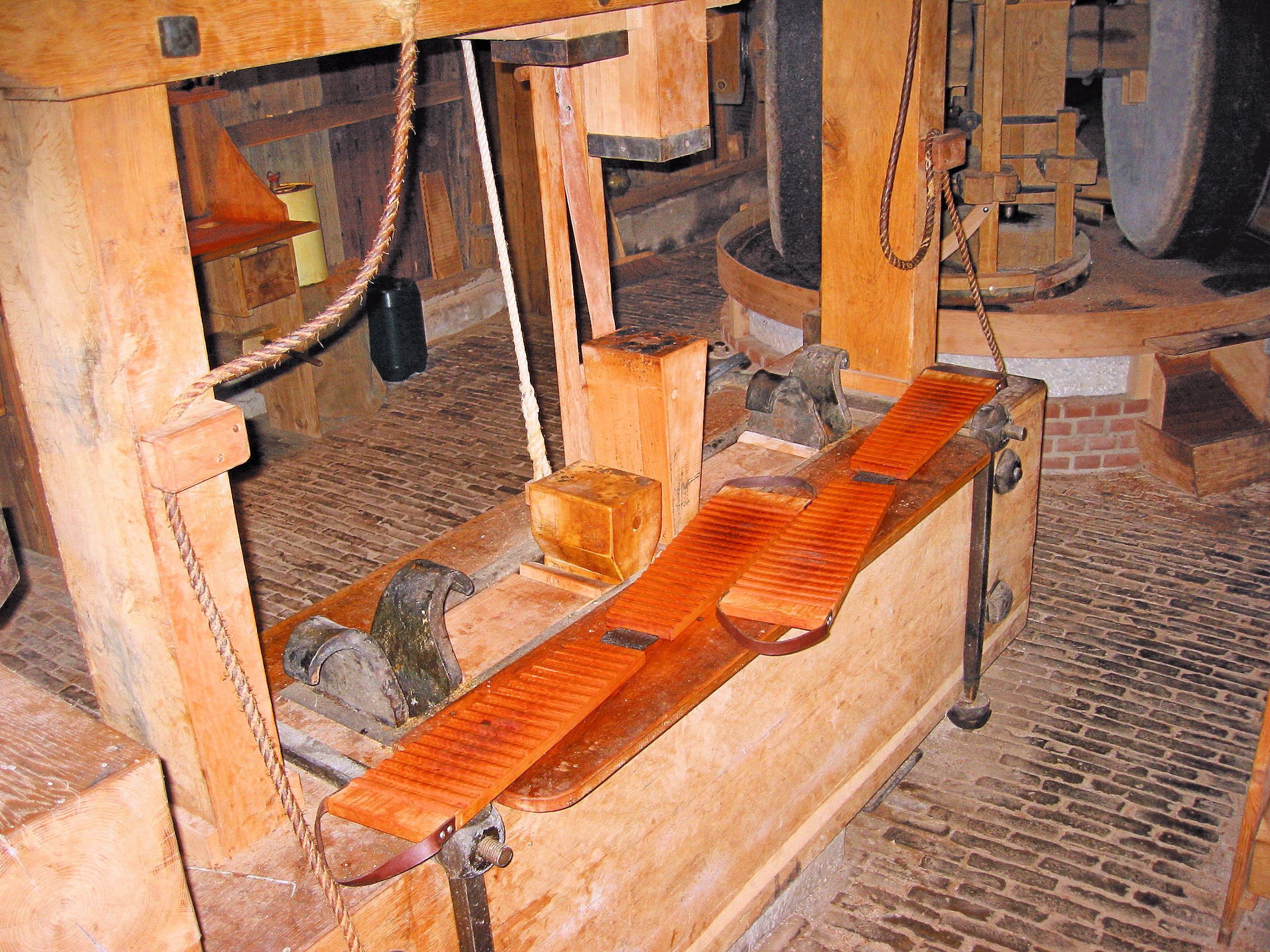
Voorslagblok met haren, aan weerszijden jagers, slagbeitel (middenrechts) en losbeitel (middenlinks)
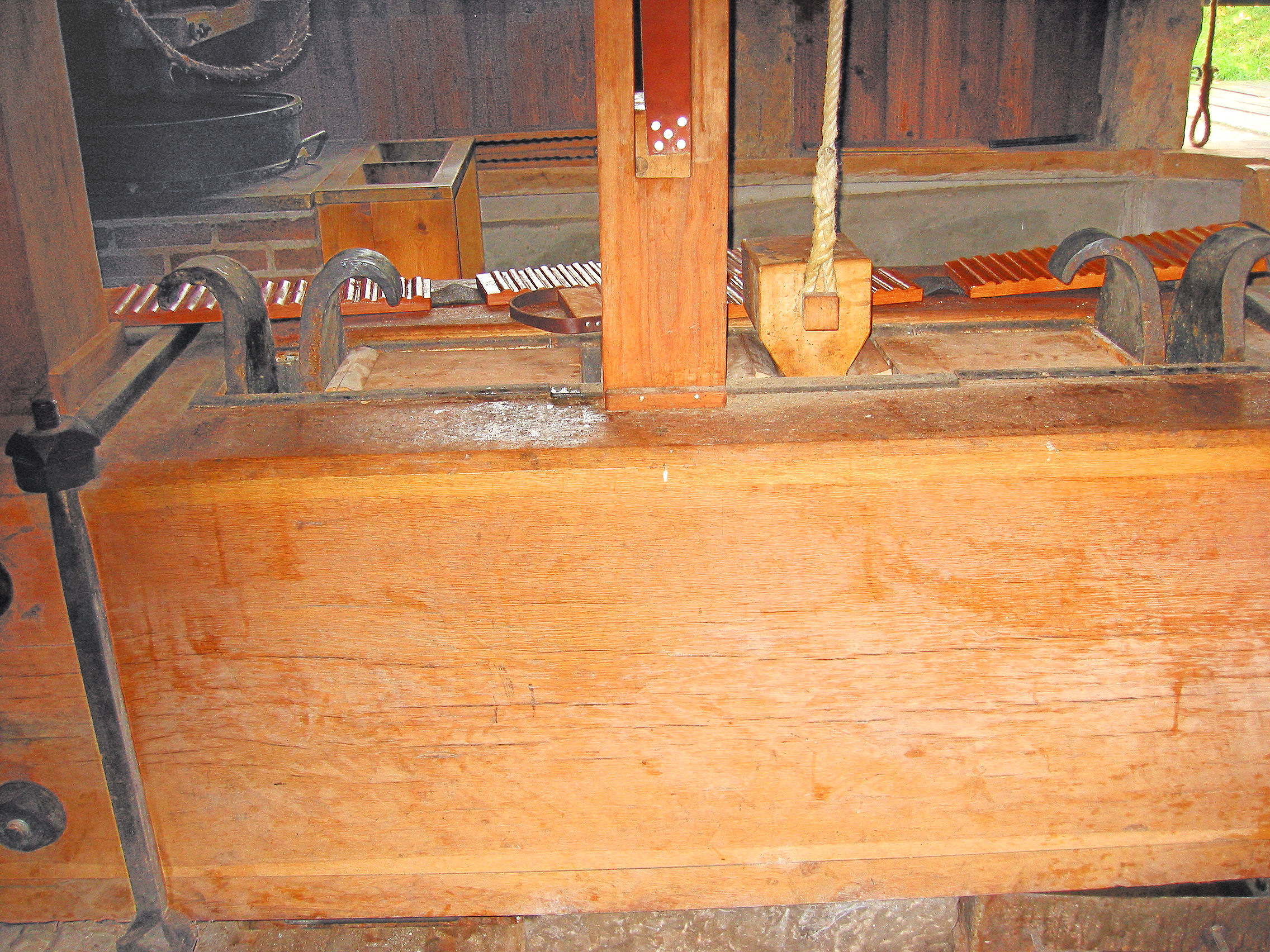
De laad met in het midden aan het touw de losbeitel
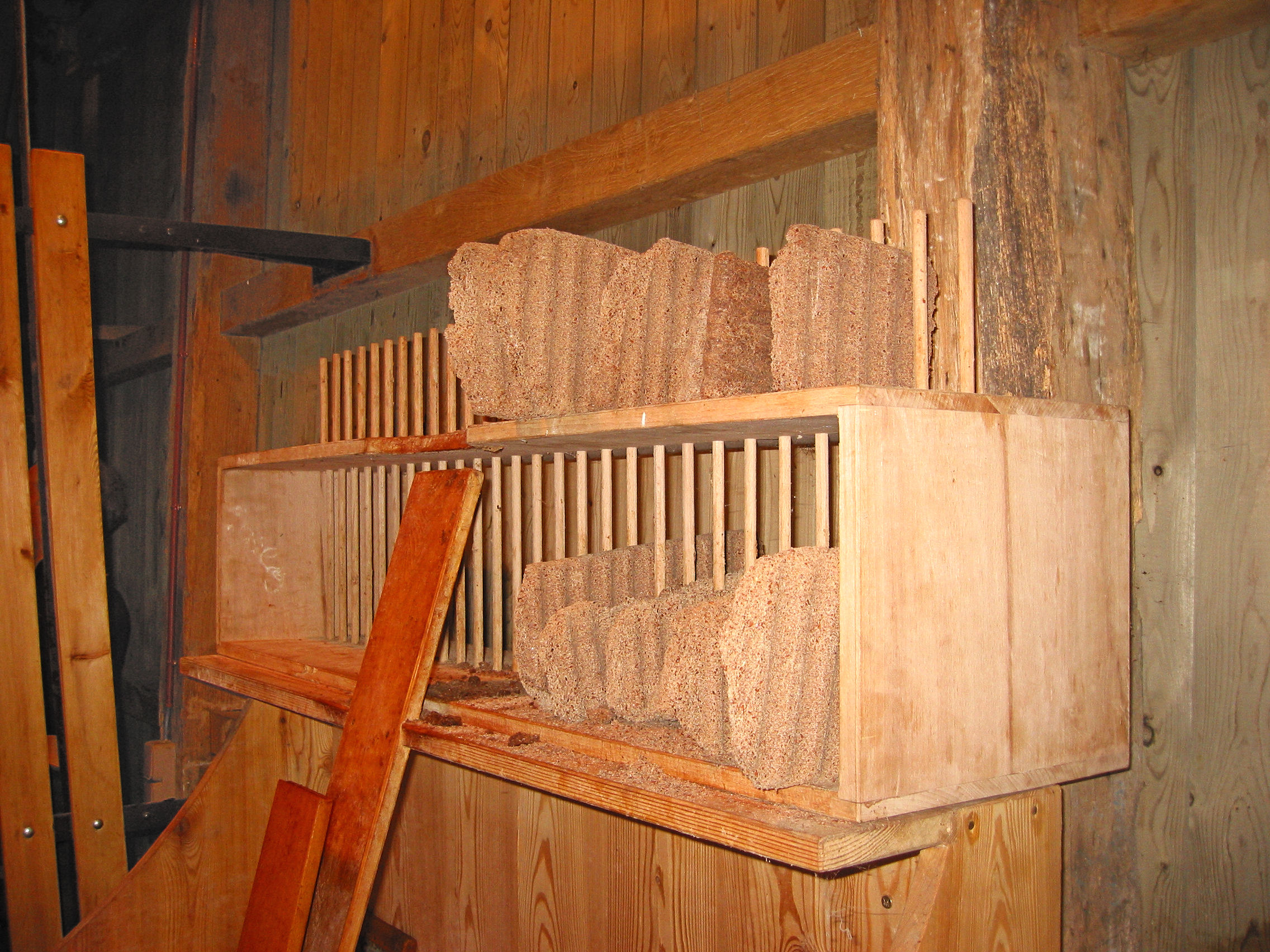
Oliekoeken

### Korenmolen

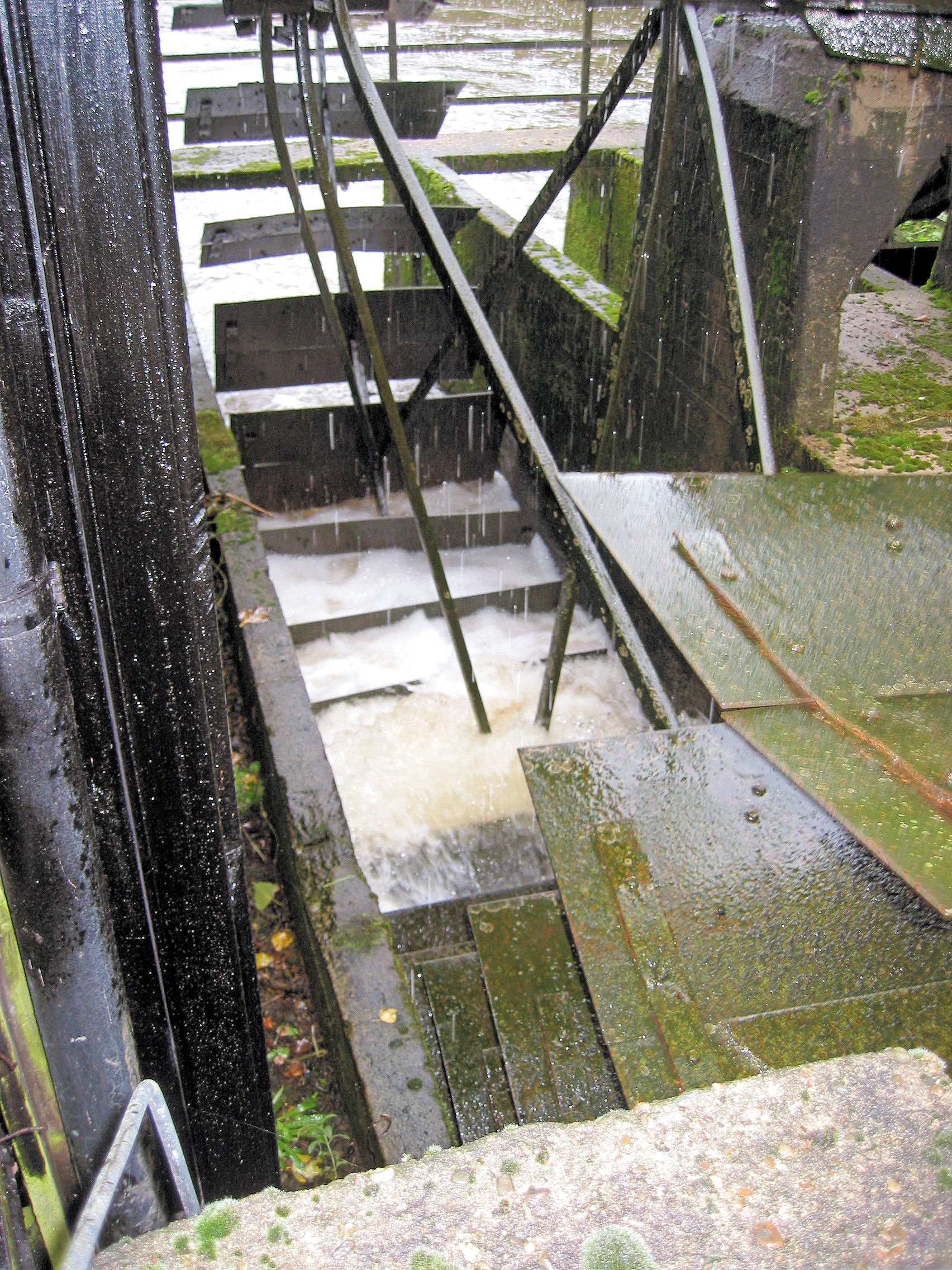
Rad korenmolen met ijzeren schoepen
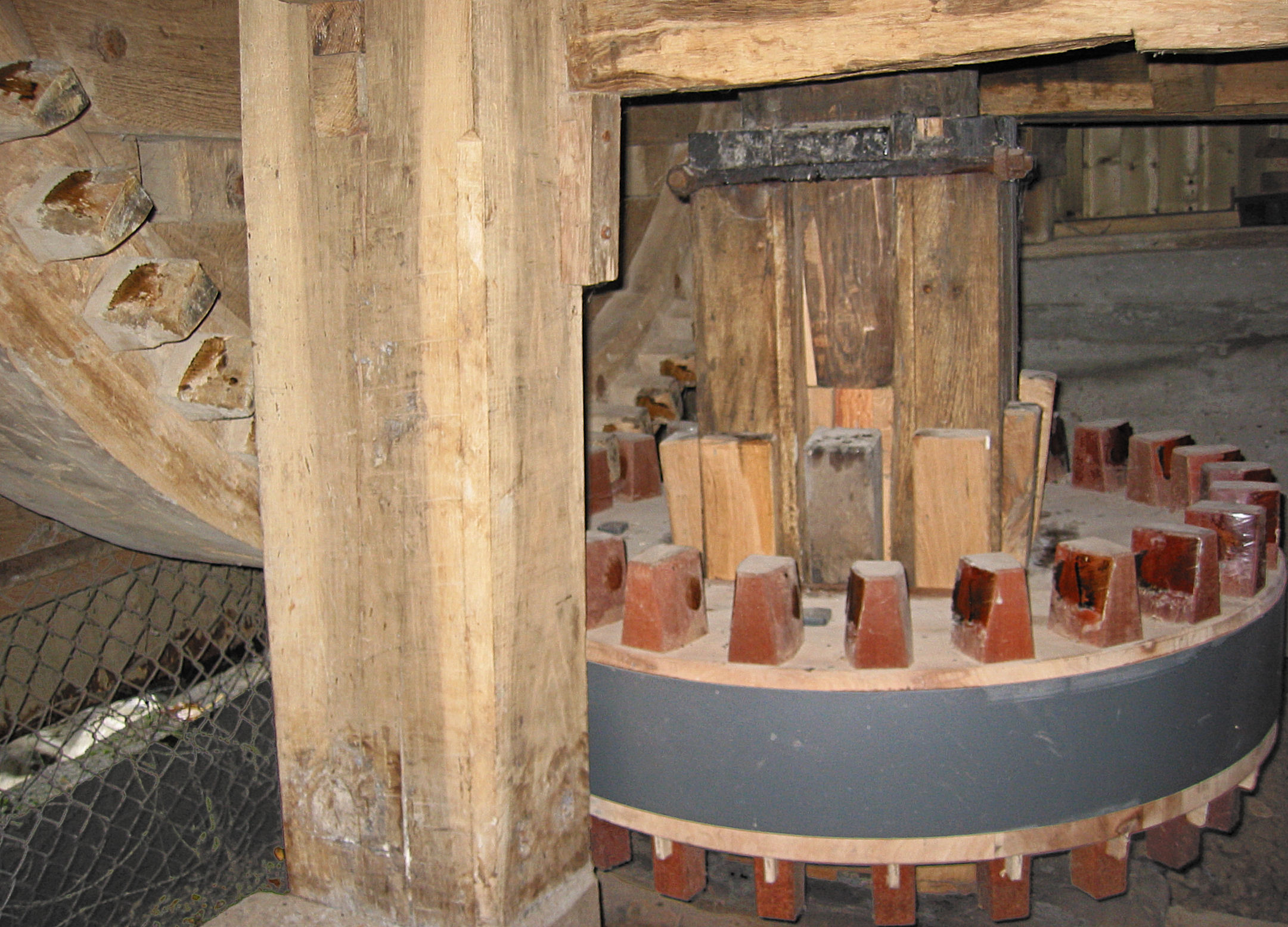
Aswiel met bonkelaar
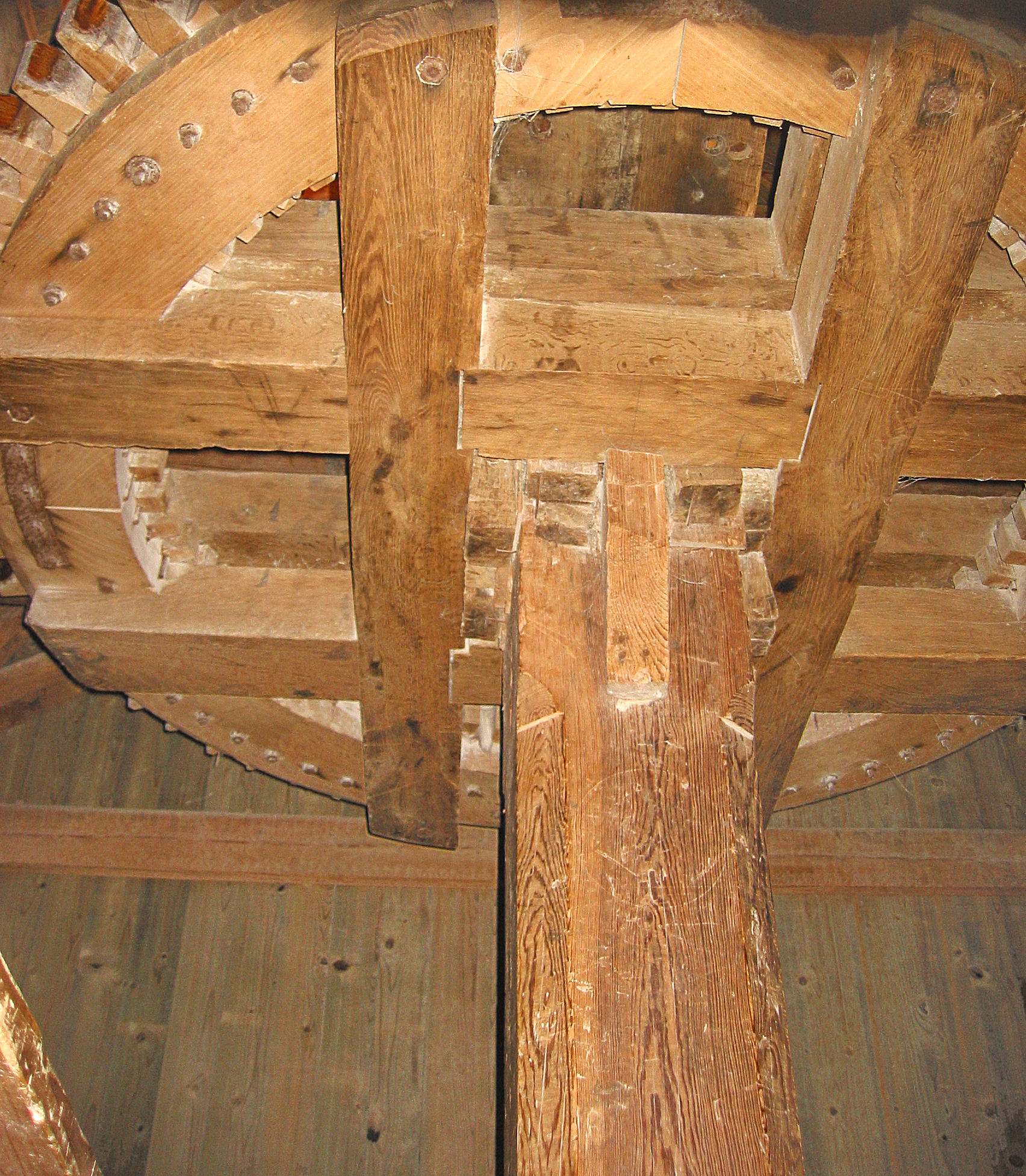
Koningsspil met spoorwiel
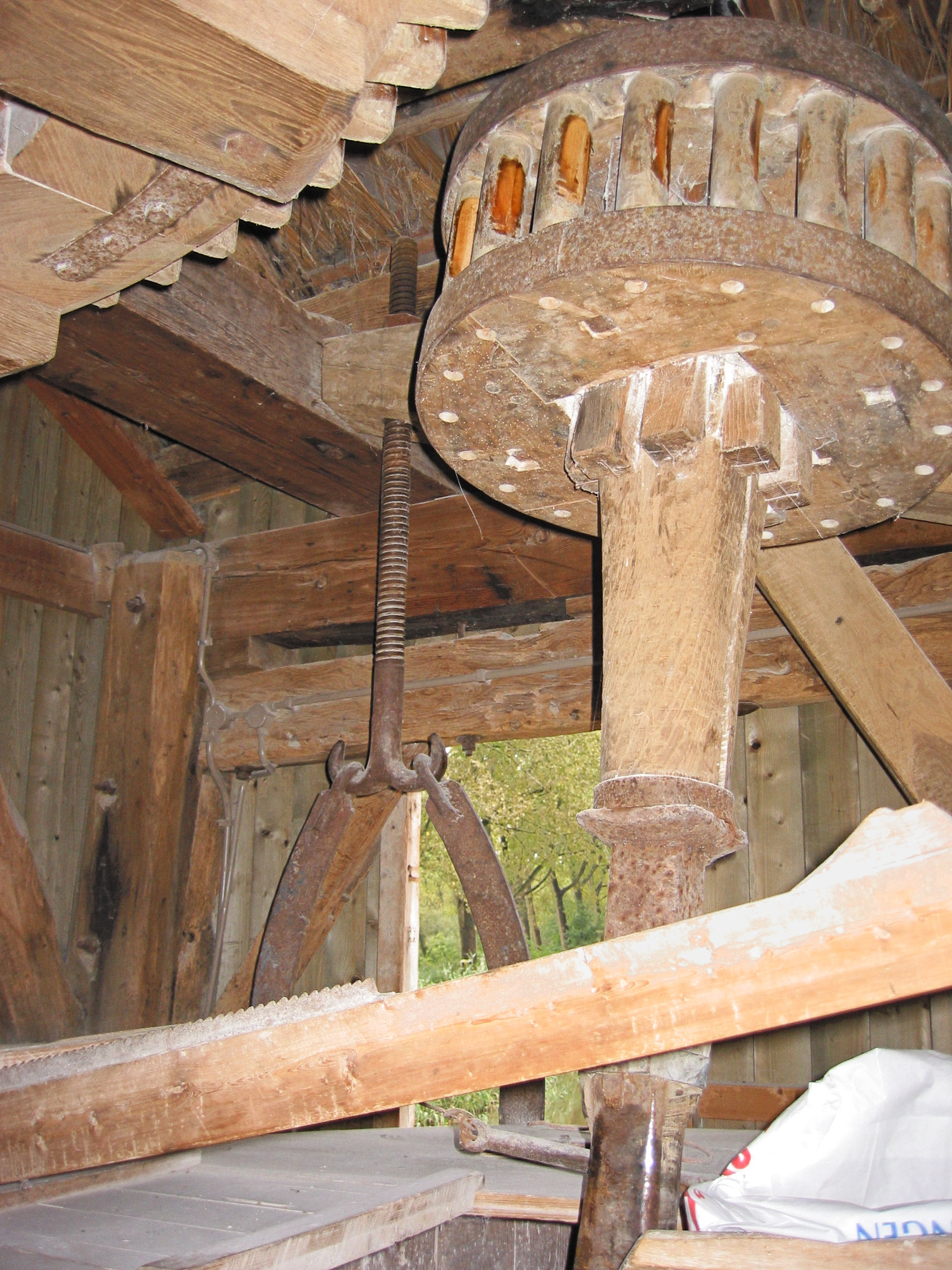
Spoorwiel met steenspil
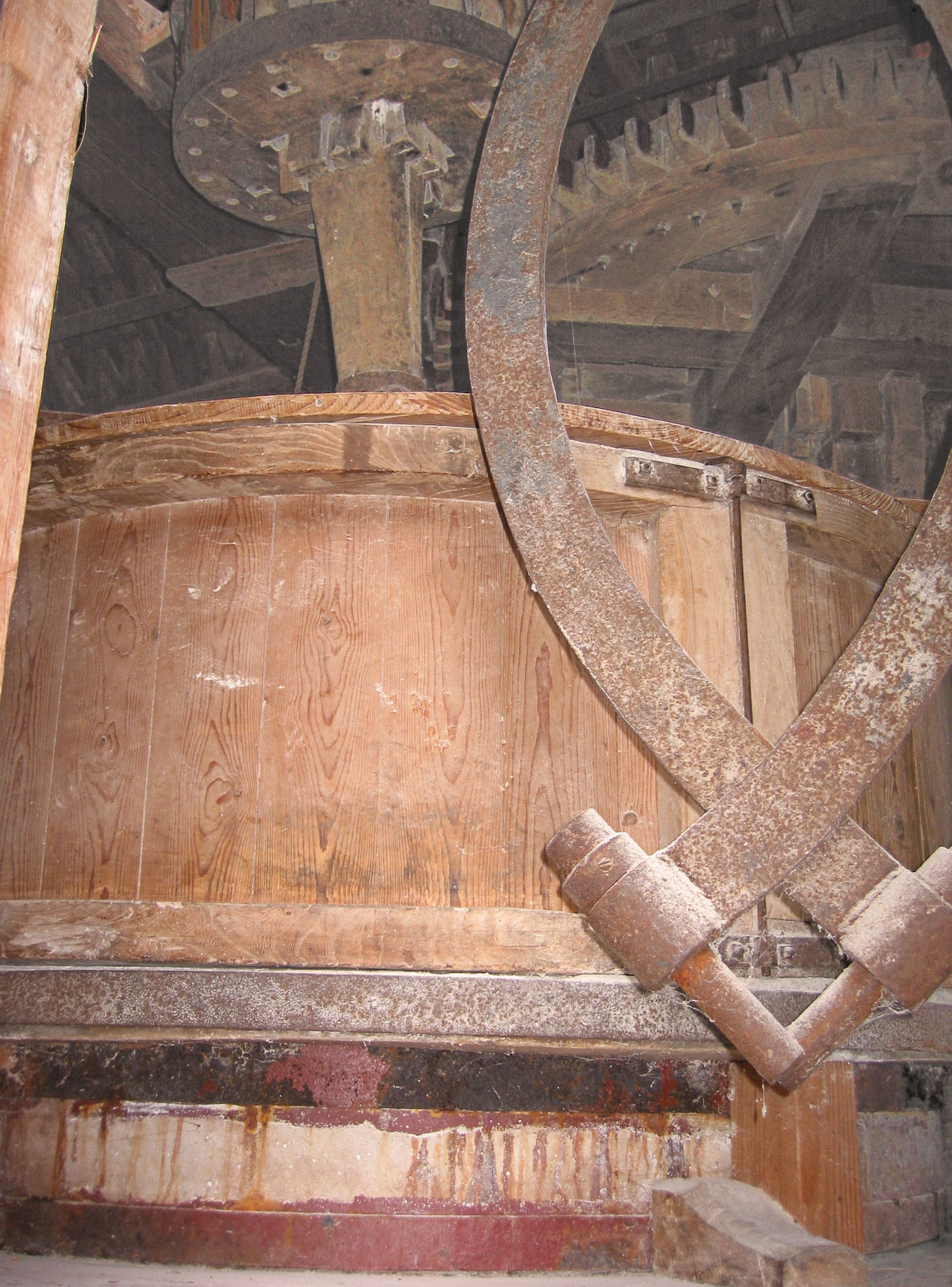
Maalkoppel
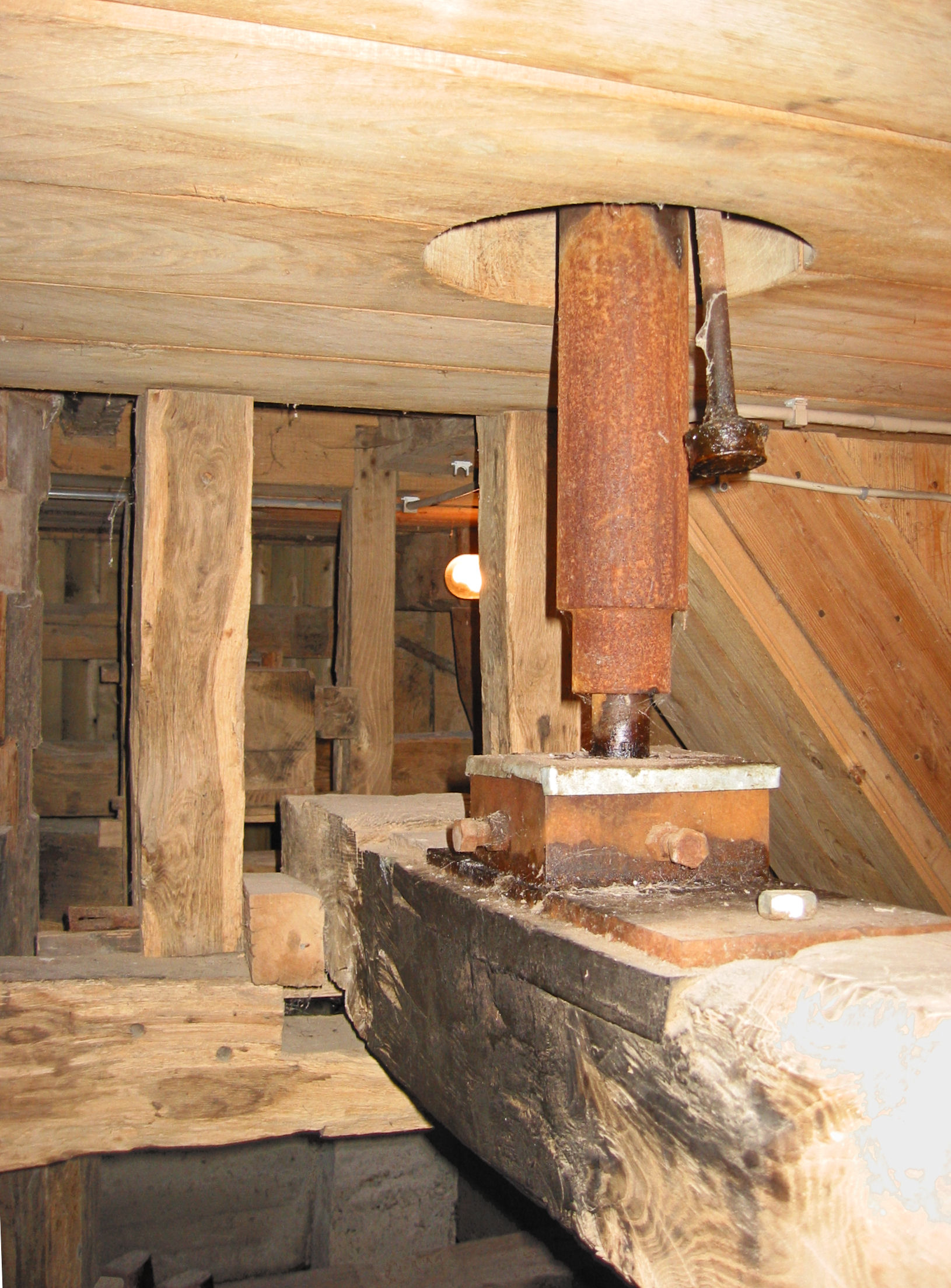
Bolspil met pasbalk